# Most im. Tadeusza Mazowieckiego w Rzeszowie

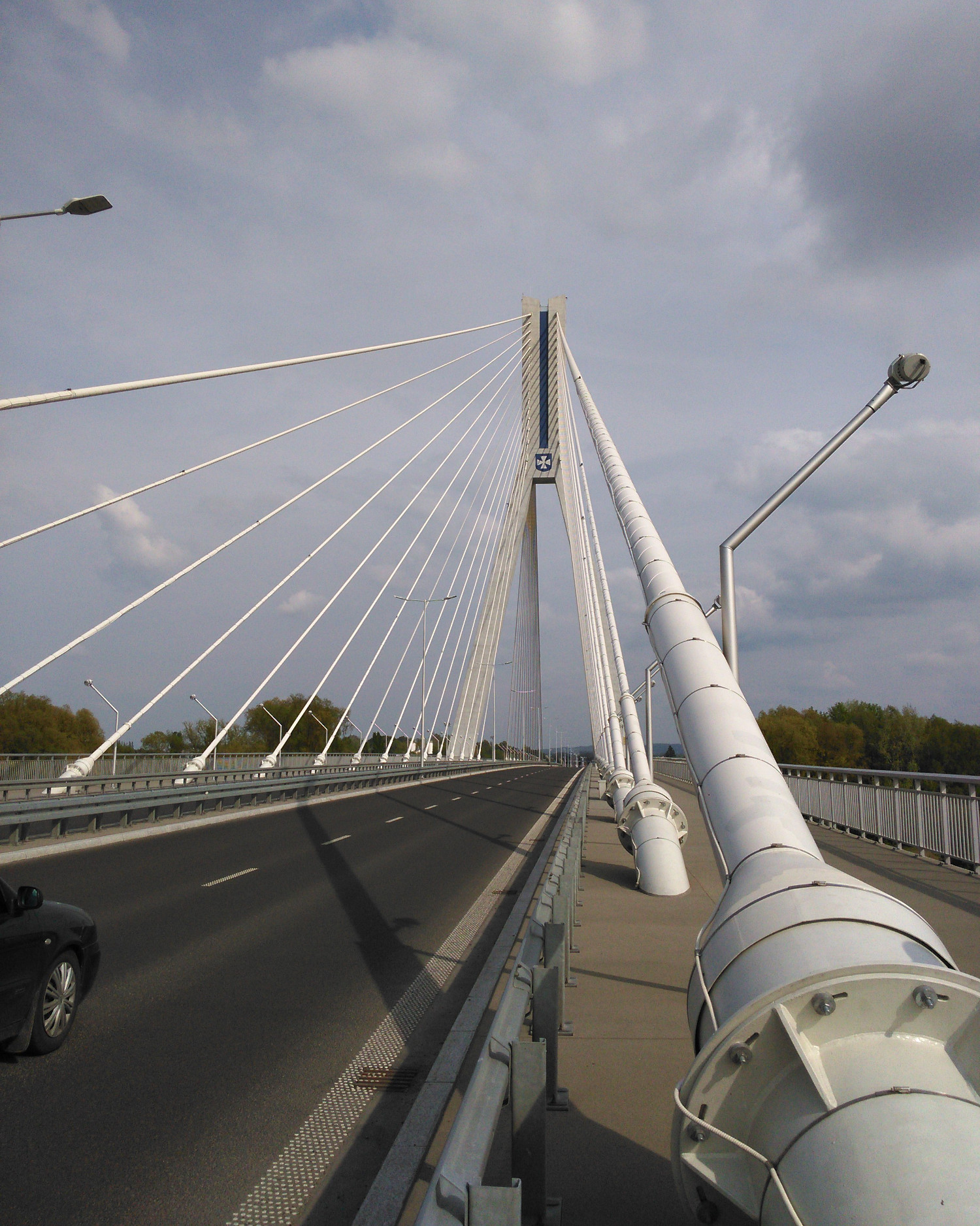
Most im. Tadeusza Mazowieckiego w Rzeszowie - widok na pylon

Most im. Tadeusza Mazowieckiego w Rzeszowie (do 2014 Most Północny) − drogowy most wantowy (jednopylonowy, podwieszany na stalowych linach) przez rzekę Wisłok w Rzeszowie łączący ul. Rzecha z ul. Lubelską, otwarty 7 października 2015 roku, w ciągu planowanej Trasy Północnej. Most jest alternatywą dla północnej obwodnicy Rzeszowa.

## Budowa
Budowa mostu rozpoczęta w lipcu 2014 roku trwała 14 miesięcy, a całkowity koszt zamknął się w kwocie ok. 184 mln zł. Kamień węgielny wmurowano 13 lutego 2015. Wybudowany przez firmę Bilfinger Infrastructure SA.

## Konstrukcja
Most razem z wiaduktem ma długość 482 metrów (38 metrów nad korytem rzeki), po dwa pasy ruchu w każdą stronę i dwa pasy dla pieszych i rowerzystów. Konstrukcja wantowa wsparta jest na 107-metrowym pylonie w kształcie litery A, na którym zaczepiono 64 want czyli lin podtrzymujących jego płytę. Pylon stoi na prawym brzegu Wisłoka. Całkowita wysokość pylonu to 108,5 m, w związku z czym jest to drugi co do wysokości most w Polsce (po moście Rędzińskim).

## Nazwa
Most początkowo określany był roboczą, "planistyczną" nazwą Most Północny ze względu na jego położenie w północnej części miasta; nazwę tę stosowano w licznych dokumentach i opracowaniach planistycznych, i z czasem zaczęto powszechnie traktować ją jako nazwę docelową.
Jednak pojawiały się również opinie, że most powinien nosić nazwę upamiętniającą wybitną osobę. W 2014 Prezydent Rzeszowa Tadeusz Ferenc zaproponował, że most będzie nosił imię Tadeusza Mazowieckiego.